# 福井市社北小学校
福井市社北小学校（ふくいしやしろきたしょうがっこう）は、福井県福井市にある公立小学校。
毎年六年生が卒業する際にタイムカプセルを埋め、二十歳になると掘り起こすと言う行事を行なっている

## 沿革
- 1874年（明治7年）- 加茂河原に加茂小、東下野に下野小、久喜津に久喜小が開校。[1]
- 1887年（明治20年）4月1日 - 学区改正のため三校合併し、簡易科若杉小学校となる。
- 1890年（明治23年）- 若杉尋常小学校と改称。
- 1892年（明治25年）7月1日 - 社尋常小学校と改称。
- 1911年（明治44年）8月 - 足羽川改修のため、校舎を移転。
- 1923年（大正12年）7月10日 - 社尋常高等小学校と改称。
- 1936年（昭和11年）
  - 1月6日 - 社北尋常高等小学校と改称。
  - 5月7日 - 現在地に校舎新築。
- 1941年（昭和16年）4月1日 - 社村北国民学校と改称。
- 1947年（昭和22年）4月1日 - 社北小学校と改称。
- 1954年（昭和29年）4月1日 - 社村が福井市に編入のため、福井市社北小学校と改称。
- 1983年（昭和58年）3月24日 - 社西小学校へ移籍する285名とお別れ式を挙行。

## 学校周辺
- 福井運動公園
  - 福井県営球場
- 福井市社中学校
- 福井県立道守高等学校

## アクセス
- 京福バス
  - 70 運動公園線（有楽町先回り）「社北小学校前」下車。
  - 71 運動公園線（ベル前先回り）「社北小学校前」下車。